# Jules Mansart
Jules Mansart, né le 29 mai 1862 à Bois-d'Haine et décédé le 24 juin 1944 à Saint-Gilles (Bruxelles) fut un homme politique wallon socialiste.
Jules Mansart fut mineur. Il fut cofondateur en 1907, puis directeur (1910-21) de La Prévoyance Sociale; secrétaire de la Fédération des Mutualités socialistes du Centre.
Conseiller communal, échevin et bourgmestre ff. de La Louvière (1896), il fut élu député de l'arrondissement de Soignies  (1894-1932). Il fut également secrétaire de l'assemblée.